# Фабрики ім. П. Л. Войкова
Фабрики ім. П. Л. Войкова (рос. Фабрики им. П. Л. Войкова) — селище, підпорядковане місту Мурому Владимирської області Російської Федерації.
Населення становить 1383 особи (2010).

## Історія
Населений пункт розташований на землях фіно-угорських народів муроми та мещери.
Згідно із законом від 13 травня 2005 року увійшло до складу муніципального утворення місто Муром.

## Населення
| 1905 | 1926 | 2002  | 2010  |
| ---- | ---- | ----- | ----- |
| 550  | ↘222 | ↗1634 | ↘1383 |